# 768
768（七百六十八、ななひゃくろくじゅうはち）は自然数、また整数において、767の次で769の前の数である。

## 性質
- 768は合成数であり、約数は1, 2, 3, 4, 6, 8, 12, 16, 24, 32, 48, 64, 96, 128, 192, 256, 384, 768である。
  - 約数の和は2044。
  - 187番目の過剰数である。1つ前は762、次は770。
  - 約数を18個もつ12番目の数である。1つ前は700、次は800。
- 768 = 28 × 3
  - n = 8 のときの 2n × 3 の値とみたとき1つ前は384、次は1536。(オンライン整数列大辞典の数列 A007283)
  - 2つの異なる素因数の積で p 8 × q の形で表せる最小の数である。次は1280。(オンライン整数列大辞典の数列 A179668)
  - n = 2 のときの n 8 × 3 の値とみたとき1つ前は3、次は19683。
- 768 = 28 × 31
  - 2i × 3 j (i ≧ 1, j ≧ 1) で表せる22番目の数である。1つ前は648、次は864。(オンライン整数列大辞典の数列 A033845)
  - n = 16 のときの 3n2 の値とみたとき1つ前は675、次は867。(オンライン整数列大辞典の数列 A033428)
- 768 = 3 × 44
  - n = 4 のときの 3 × 4n の値とみたとき1つ前は192、次は3072。(オンライン整数列大辞典の数列 A164346)
- 768 = 162 + 162 + 162
  - 3つの平方数の和1通りで表せる122番目の数である。1つ前は760、次は772。(オンライン整数列大辞典の数列 A025321)
- 768 × 867 = 8162
  - 回文数でなく末桁が0でない数で逆順に並べた数との積が平方数になる6番目の数である。1つ前は528、次は825。(オンライン整数列大辞典の数列 A062917)
  - この数が平方数でない数では3番目である。1つ前は528、次は825。(オンライン整数列大辞典の数列 A082994)
- n = 768 のとき n と n − 1 を並べた数を作ると素数になる。n と n − 1 を並べた数が素数になる82番目の数である。1つ前は762、次は772。(オンライン整数列大辞典の数列 A054211)
- 桁で並べ替えをすると連続自然数になる58番目の数である。1つ前は765、次は786。(オンライン整数列大辞典の数列 A288528)
  - 連続整数からなる64番目の数である。1つ前は765、次は786。(オンライン整数列大辞典の数列 A215014)
- 768 = 282 − 16
  - n = 28 のときの n 2 − 16 の値とみたとき1つ前は713、次は825。(オンライン整数列大辞典の数列 A028566)
- 768 = 28 + 83
  - n = 8 のときの 2n + n 3 の値とみたとき1つ前は471、次は1241。(オンライン整数列大辞典の数列 A097339)
- 約数の和が768になる数は6個ある。(434, 465, 483, 573, 635, 713) 約数の和6個で表せる5番目の数である。1つ前は384、次は1248。
- 各位の和が21になる12番目の数である。1つ前は759、次は777。

## その他 768 に関連すること
- 768は、E96系列の標準数。
- 西暦768年
- 紀元前768年
- ISO 3166-1（JIS X 0304）国名コードの768は、トーゴ。
- XGA規格の縦方向の画素数。
- ハートフォード (USS Hartford, SSN-768) は、アメリカ海軍のロサンゼルス級原子力潜水艦。